# 크리켓 월드컵
크리켓 월드컵(Cricket World Cup)은 크리켓 분야의 국제 기구인 ICC에 가맹한 협회(연맹)의 남자 크리켓 국가대표팀이 참가하는 국제 크리켓 대회이다. 올림픽과 월드컵처럼 4년마다 열린다.

## 역대 대회
| 대회 년도 | 개최국                          | 결승           | 결승                      | 결승           |
| 대회 년도 | 개최국                          | 우승           | 결승전 결과               | 준우승         |
| --------- | ------------------------------- | -------------- | ------------------------- | -------------- |
| 1975년    | 잉글랜드                        | 서인도 제도    | 서인도 제도 17런차 승     | 오스트레일리아 |
| 1979년    | 잉글랜드                        | 서인도 제도    | 서인도 제도 92런차 승     | 잉글랜드       |
| 1983년    | 잉글랜드                        | 인도           | 인도 43런차 승            | 서인도 제도    |
| 1987년    | 인도 파키스탄                   | 오스트레일리아 | 오스트레일리아 7런차 승   | 잉글랜드       |
| 1992년    | 오스트레일리아 뉴질랜드         | 파키스탄       | 파키스탄 22런차 승        | 잉글랜드       |
| 1996년    | 인도 파키스탄 스리랑카          | 스리랑카       | 스리랑카 7런차 승         | 오스트레일리아 |
| 1999년    | 영국 아일랜드 네덜란드          | 오스트레일리아 | 오스트레일리아 8런차 승   | 파키스탄       |
| 2003년    | 남아프리카 공화국 케냐 짐바브웨 | 오스트레일리아 | 오스트레일리아 125런차 승 | 인도           |
| 2007년    | 서인도 제도                     | 오스트레일리아 | 오스트레일리아 53런차 승  | 스리랑카       |
| 2011년    | 인도 스리랑카 방글라데시        | 인도           | 인도 6런차 승             | 스리랑카       |
| 2015년    | 오스트레일리아 뉴질랜드         | 오스트레일리아 | 오스트레일리아 7런차 승   | 뉴질랜드       |
| 2019년    | 잉글랜드                        | 잉글랜드       | 잉글랜드 우승             | 뉴질랜드       |
| 2023년    | 인도                            |                |                           |                |

## 같이 보기
- 아시아컵
- 월드컵